# Fanny Ketter
Fanny Lucille Ketter, född 22 januari 1996 i Uppåkra församling i Malmöhus län, är en svensk skådespelare.
Fanny Ketter är dotter till konstnären Clay Ketter och den humanitärt verksamma Jenny Mark Ketter och uppvuxen i Lilla Uppåkra i Skåne med två systrar, Clara och Märtha. Som 13-åring spelade hon rollen som galaxräddaren Billie i Sveriges Televisions rymdserie Vid Vintergatans slut, där även hennes systrar Märtha och Clara Ketter medverkade i mindre roller. Hon var den enda som filmades framför en greenscreen eftersom hennes rymddräkt var blå. Därefter har hon medverkat i framträdande roller i en rad filmer och tv-serier, såsom Bron (2011) och som den föräldralösa flickan Andrea i filmen Bitchkram (2012).
År 2013 fick hon stipendium från United World Colleges för studier på UWC Red Cross Nordic i Norge 2013-2015. Hösten 2015 fortsatte hon med fleråriga konstnärliga universitetsstudier och litteraturvetenskap vid Sarah Lawrence College utanför New York.

## Filmografi
- 2010 – Vid Vintergatans slut (TV-serie)
- 2011 – Gabba Gabba (TV-serie)
- 2011 – Bron (TV-serie)
- 2012 – Bitchkram
- 2013 – Reel (kortfilm)
- 2014 – Her Er Harold
- 2014 – Hot Nasty Teen
- 2015 – Odödliga